# Sensor Girl
La Principessa Projectra è un personaggio immaginario, una supereroina dell'Universo DC. Vive a cavallo del XXX e XXXI secolo, ed è un membro della Legione dei Super-Eroi. Creata da Jim Shooter, comparve per la prima volta in Adventure Comics n. 346 (luglio 1966).

## Biografia del personaggio
Projectra è un membro della famiglia reale del pianeta Orando, e possiede l'abilità super umana di generare illusioni che affliggono i cinque sensi. Durante il suo periodo con la Legione dei Super Eroi, incontrò, si innamorò e sposò l'artista marziale Karate Kid. Dopo che suo padre, il Re Voxv, morì dovette combattere contro suo cugino Pharoxx e il suo mentore Hagga, che cercarono di usurpare il trono. Subito dopo divenne la Regina Projectra di Orando, e sia lei che Karate Kid divennero membri di riserva della Legione. Quando la Legione dei Supercriminali invase Orando Nemesis Kid sconfisse Karate Kid in un combattimento individuale e lo uccise. Naturalmente, Projectra uccise Nemesis Kid come atto di vendetta, invocando il privilegio reale di compiere quest'azione anche violando il codice contro l'omicidio dettato dalla Legione. Durante i funerali di Karate Kid, la Regina Projectra abbandonò la Legione e utilizzò i dispositivi di viaggio della Legione dei Supercriminali per portare Orando in un'altra dimensione al fine di proteggerlo dalla tecnologia e i pericoli del XXX secolo.
Tempo dopo, gli anziani di Orando costrinsero Projectra a pagare pegno per aver portato indirettamente la Legione dei Supercriminali su Orando e la bandirono nella dimensione della Legione, affibbiandole lo pseudonimo di Sensor Girl. I suoi poteri furono aumentati donandole l'abilità di vedere attraverso le illusioni della vita (come l'"illusione" della distanza e degli ostacoli fisici). Invece di creare ovvie illusioni, utilizzò gli effetti delle sue abilità per bloccare parzialmente o completamente i sensi dei suoi avversari, proiettando un'illusione di oscurità (simile a quello di Shadow Lass), o disorientando le sue vittime facendo loro credere che la loro pelle era svanita. Projectra mantenne segreta l'alterazione dei suoi poteri, finché la familiarità dei suoi nemici con essi non li aiutarono a superare le illusioni. Inizialmente riuscì a mantenere segreta la sua identità anche ai Legionari, ad eccezione di Saturn Girl che garantì per lei. Si avvolse persino in un travestimento illusorio che le coprì totalmente il viso. Alcuni Legionari (in particolare Brainiac 5) credevano che fosse un clone della Supergirl uccisa dall'Anti-Monitor durante la Crisi. Projectra fu poi smascherata da Emerald Empress durante una battaglia contro i Fatal Five. Eppure, la maggior parte degli individui fuori dalla Legione continuarono a ignorare la sua vera identità. Da lì in poi, Sensor Girl fu la leader della Legione fino alla nuova versione della squadra creata da Giffen.
Dopo le Guerre Magiche, la Terra cadde sotto il controllo dei Dominatori e finì col distaccarsi dai Pianeti Uniti. Durante questo periodo, Projectra perse le sue accentuate abilità come Sensor Girl (anche se le rimasero i vecchi poteri illusori). Qualche anno dopo, i membri dei Dominatori classificati come Batch SW6 fuggirono dalla prigione. Originariamente i Batch SW6 sembrarono essere un gruppo di cloni adolescenti dei Legionari, creati da alcuni campioni presi, in apparenza, prima della morte di Ferro Lad per mano del Mangiatore di Soli. Si scoprì invece che erano dei duplicati di un paradosso temporale, e quindi altrettanto legittimi come le loro controparti più adulte. Tuttavia, la versione SW6 di Projectra rimase uccisa in battaglia (insieme a quelle di Chameleon e Karate Kid) combattendo contro le truppe dei Dominatori.

### Versione post-Ora Zero
L'evento del 1994 noto come Ora Zero rimosse la Principessa Projectra/Sensor Girl dalla continuità. Un nuovo personaggio non umanoide chiamato Sensor fu introdotto nella nuova continuità al suo posto e con poteri simili a quelli del personaggio originale.

### Terza versione
Nella continuità del 2004, Projectra è nuovamente umana. È inizialmente descritta come la figlia viziata della famiglia reale di Orando e un supporto senza poteri ma disposta al finanziamento della nuova Legione. Il suo comportamento cambiò quando il suo pianeta natale venne distrutto, lasciandola senza una famiglia o alcun privilegio sociale o finanziario. La condotta di Projectra divenne sempre più fredda, distaccata, e quasi naturalmente egoista. La tragica dipartita dei suoi genitori risvegliò improvvisamente il suo potere nascosto, l'abilità di creare illusioni basate in forma particolare dalla stregoneria.
La giovane cominciò da allora ad esprimere un certo grado di interesse nella storia umana, specialmente nelle azioni dei supereroi dei fumetti nel XXI secolo, chiedendo spesso ai suoi amici di tradurre antichi fumetti dall'inglese all'Interlac. Con il tempo sviluppò una relazione romantica con Timber Wolf.
Projectra cominciò a incolpare la Legione e i Pianeti Uniti della distruzione di Orando, diventando sempre più fredda e solitaria con il passare del tempo. Dopo aver incontrato alcuni sopravvissuti di Orando, pianificò la sua vendetta sulla Legione, inizialmente in modi coperti e subdoli, poi con metodi sempre più crudeli e proattivi. Uno di questi piani fecero sì che Nura Nal, all'epoca intrappolata nella mente di Brainiac 5, rimanesse cieca e senza poteri dalle rappresentazioni fisiche dei bisogni e inibizioni del Legionario (Nura sarebbe rimasta uccisa se non fosse stato per la sua superiore disciplina mentale); picchiò selvaggiamente Phantom Girl, e fece il lavaggio della mente a Saturn Girl per prevenire che dicesse la verità su di lei. Nonostante Timber Wolf scoprì il tradimento nello stesso periodo di Imra, senza essere scoperto coprì deliberatamente le prove contro di lei, attivando l'allarme dell'anello della Legione di Phantom Girl solo quando fu sicuro che Projectra si fosse allontanata, salvando la vita di Tinya ma garantendo l'impunità della sua amante.
Avvicinandosi alla fine della serie corrente della Legione, i poteri della Principessa Projectra crebbero sensibilmente, garantendole l'assoluta padronanza dell'io degli individui. In aggiunta alla creazione delle illusioni, la sua stregoneria ora poteva alterare il comportamento dei singoli individui, costringendoli ad agire al di fuori delle loro emozioni più basilari, come rabbia e lussuria, e garantendo persino una forma tangibile alle inibizioni e agli angoli più bui della psiche di chiunque. I suoi nuovi poteri ora erano alimentati dal desiderio di vendetta e dall'io persistente di ogni defunto di Orando.
Dato che i suoi poteri, alimentati dalla magia, cominciavano a fare leva sul subconscio delle parti più ataviche del cervello umano, divenne più abile dei grandi telepati come Saturn Girl, dato che un telepate deve sempre cominciare dalle funzioni cerebrali più alte e coscienti: a causa di questa differenza la corrente incarnazione di Projectra, nonostante fosse incapace di nascondersi da Saturn Girl, fu in grado di farle il lavaggio del cervello, inserendosi nel cervello di Imra e convincendola di falsi ricordi così precisi da ingannarla.
Secondo Jim Shooter, dato che la serie non fu cancellata prematuramente, lo schema di Projectra sarebbe infine cresciuto con la resurrezione del popolo di Orando anche se sarebbero stati senza mente, a causa della Legione (con l'aiuto di Saturn Girl, che si liberò dal controllo di Projectra) e i genitori di Projectra (le loro furono le prime menti ricostituite dalla Principessa) avrebbero ripudiato la figlia per il male da lei commesso. Alla fine, Projectra fuggì con Timber Wolf (la cui mente danneggiata lo rese più selvaggio) e i due scoprirono che la ragazza era incinta del suo fidanzato.

### Post-Crisi Infinita
Nelle pagine di Justice Society of America n. 6, la Sensor Girl pre-Crisi sembrò tornare, e adesso fu la settima Legionaria pre-Crisi ad arrivare insieme a Dream Girl, Star Boy, Dawnstar, Wildfire, Timber Wolf e Karate Kid. Lo scrittore Geoff Johns indicò che questo gruppo, con tutte le intenzioni e i propositi, è la Legione originale, che semplicemente "scomparì" dalla continuità fin dalla Crisi sulle Terre infinite, con tutta probabilità a causa dei piani di Time Trapper. Una differenza con la storia di Sensor Girl è la conoscenza della sua vera identità da parte di Superman ben prima della Crisi; nella continuità originale questa rivelazione fu data nella linea temporale post-Crisi.
Sensor Girl, dopo essere stata inviata nel passato con altri sei Legionari, soffrì di un crollo nervoso e si nascose nella Slaughter Swamp finché la sua presenza fu quasi scoperta da Damage, Liberty Belle, Wonder Woman, Hourman e Fulmine Nero. Creò allora un'illusione di una tana della Società Segreta dei Supercriminali abbandonata (somigliante visibilmente una versione malridotta della Sala dell'Ingiustizia), insieme all'illusione di Triplicate Girl e Computo che cercavano di distrarli.
L'illusione di Computo attaccò gli eroi finché non giunsero i Legionari e il resto della Justice League e della Justice Society. Dawnstar risvegliò Sensor Girl con "la parola del risveglio" che fu utilizzata su altri (in Interlac si pronuncia Lightning Lad). Tuttavia, Superman ricordò la battaglia originale tra Computo e i Legionari, quando Computo uccise una delle copie di Triplicate Girl, facendola così diventare Duo Damsel. Lui e Power Girl scoprirono il trucco utilizzando la loro vista a raggi-x. Eppure, tutti e sette i Legionari se ne erano già andati prima che i due kryptoniani notassero l'imbroglio, mentre Sensor Girl continuava a proiettare una finta battaglia. Riunitasi alla squadra Sensor Girl partecipò ad un misterioso rituale utilizzando aste da fulmine create da Brainiac 5.
Sensor Girl tornò al futuro dopo che i Legionari completarono la loro missione nel XXI secolo. Qualche tempo dopo, quando la Legione fu screditata da Earth Man e la sua "Justice League of Earth", fu contata tra i Legionari scomparsi durante la dispersione della Legione nella galassia. Si scoprì in Superman n. 692 che Sensor Girl era viva nella Metropolis del XXI secolo, sotto il nome di Agente Wilcox e lavorava per la Polizia Scientifica.
Come rivelato in Adventure Comics vol. 2 n. 8 Sensor Girl fu parte della squadra segreta inviata dal defunto R. J. Brande nel XXI secolo per salvare il futuro nella storia Last Stand of New Krypton.